# Lou Hok Man
Lou Hok Man (chinesisch 盧學文, Pinyin Lú Xuéwén; * 3. April 1997) ist ein Badmintonspieler aus Macau. 

## Karriere
Lou Hok Man nahm 2013 und 2014 an den Badminton-Asienmeisterschaften der Junioren teil. 2014 startete bei den Weltmeisterschaften der Junioren und auch bei den Asienspielen der Erwachsenen. Bei den Asienspielen trat er im Mannschaftswettbewerb an und schied mit dem Team im Achtelfinale aus.